# The Sound of Perseverance
The Sound of Perseverance (с англ. — «Звук настойчивости») — седьмой и последний студийный альбом американской дэт-метал группы Death, выпущенный 15 сентября 1998 года на лейбле Nuclear Blast. При записи альбома состав группы вновь кардинально изменился (за исключением основателя, гитариста и вокалиста Чака Шульдинера): на смену барабанщику Джину Хоглану пришёл Ричард Кристи, место гитариста занял Шэннон Хэмм и место бас-гитариста занял Скотт Кленденин. Этот альбом стал последним релизом Death, поскольку Чак Шульдинер ещё в 1996 году сформировал группу, которую назвал Control Denied, игравшую прогрессивный метал, и решил полностью сосредоточиться на своем новом проекте и выпуске дебютного альбома Control Denied — The Fragile Art of Existence.

## Создание и запись альбома

### Новый лейбл
После выпуска альбома Symbolic в 1995 году, группа решила сменить лейбл, так как по мнению Чака Шульдинера Roadrunner не были успешны в продвижении их альбома. После выполнения контракта с лейблом, Чак начал работу над своим новым проектом — Control Denied. Он связался с несколькими звукозаписывающими лейблами, и одним из них был Nuclear Blast, которому Чак отправил кассету с четырьмя записями. Вскоре Death заключили контракт с Nuclear Blast на выпуск последнего альбома The Sound of Perseverance.

### Создание песен и запись
Чак Шульдинер так говорил о новом альбоме:

Эта пластинка в каком-то смысле напоминает мне о духе того времени, когда я тоже двигался на новую территорию с альбомами Human и Individual Thought Patterns. Когда я начал писать для этой пластинки, у меня, во-первых, была оборудована домашняя студия, и я мог много записывать и экспериментировать с разными соло, идеями, гармониями, играя на двух гитарах. Гитарные партии дополняют друг друга. Это открывает возможности для гораздо большего количества мелодий.— Чак Шульдинер в интервью «Сhronicles of chaos» в 1998 году
Многие песни с альбома стали знаковыми в репертуаре Death, как, например, «Flesh and the Power It Holds». Сам Шульдинер признался, что это его любимая песня на пластинке.

Мне нравится использовать слово «приключение» для музыки. Я думаю, что музыка должна быть приключением. Думаю, для меня эти песни стали настоящими приключениями больше, чем любая другая пластинка. Для меня это очень естественно; когда я начинаю писать, я пишу, и все, что получается, — выходит. Я думаю, что The Sound of Perseverance — хороший альбом для выхода в настоящее время. Состояние металла сейчас в Америке настолько извращенное. Люди выбирают легкий путь в музыкальном плане, и все копируют друг друга, и я думаю, что это хороший альбом, чтобы бросить его посреди всех и сказать: «Вот, возьми это!»— Чак Шульдинер в интервью «Сhronicles of chaos» в 1998 году
Песня Voice of the Soul, инструментальный трек, контрастирующий любой другой работе группы из-за «мягких» гитар и отсутствия ударных. В интервью 1999 года Чак заявил, что Voice of the Soul была написана во времена Symbolic.
Считается, что некоторые из композиций этого диска (например, «Bite the Pain») предназначались для первого диска Control Denied, но Шульдинер сам отрицал это в интервью в 1998 году, сказав, что ни одна из его композиций для Control Denied не была использована, чтобы заполнить место для альбома Death.
Также последней песней альбома стала кавер-версия «Painkiller» — композиции хеви-метал группы Judas Priest.

## Музыкальный стиль
Этот релиз, уже традиционно, показал ещё больший уклон творчества группы в сторону прогрессивного метала. Эта тенденция появилась и прогрессировала начиная с диска Human, выпущенного в 1991 году. Средняя длительность одной композиции — около шести минут.
В композициях часто меняется тактовый размер, темп. Сама структура композиций альбома довольно сложна. Барабанные партии выделяются высокой скоростью, четкостью и хаотичной перкуссией. Гитары звучат как два разных голоса, дополняя друг друга, а бас подчёркивает четкий ритм.

## Отзывы критиков
Портал Sputnikmusic так писал про альбом: «The Sound of Perseverance — это грандиозная запись во имя дэт-метала, и многие будут стремиться достичь её качества. Басовая работа здесь также феноменальна в некоторых моментах, особенно во время Spirit Crusher, басового номера с одним из самых крутых припевов в металле. Кроме того, ещё одним ярким моментом альбома является меланхоличная баллада „Voice of the Soul“, инструментальная пьеса, в которой используются только электрическая и акустическая гитары, но при этом такая красивая песня, которая часто меняет темп. Это действительно один из лучших альбомов дэт-метала».
Allmusic так описывал альбом: «Слова не могут передать этому альбому должное. Это поистине великолепный метал-альбом, безусловно, звездный час Death и один из лучших метал-альбомов всех времен. Явная свирепость и эмоции, проходящие через каждую из сложных, прогрессивных гитарных мелодий, разрушают любое низкое мнение об американской металлической сцене. Если объединить пронзительный вокал Чака Шульдинера (его самое жуткое выступление за всю историю) с самым талантливым и сплоченным составом, вы получите окончательный альбом Death. Этот альбом деликатно сочетает в себе лучшие аспекты прошлых альбомов «Human», «Individual Thought Patterns» и «Symbolic» и продвигает их на шаг вперед. Альбом более агрессивный, более прогрессивный и, конечно, более мелодичный».
Сайт Darkside описал альбом так: «Последний альбом под маркой Death потрясает воображение не столько своей композиционной ровностью и выверенностью, сколько всплесками такой бурной энергии и эмоций, что хватило бы на дюжину дюжин песен! Действительно, в плане 100 % качественности материала, „The Sound of Perseverance“ — не „Symbolic“. Но есть в нём то, чего на предшественнике не водилось. „Bite the Pain“ — это просто открытая рана! Её мелодии — это журчание крови, текущей из открытой раны. „To Forgive Is to Suffer“ — едва ли не самый яростный риффинг в истории группы. „Scavenger of Human Sorrow“ — семь минут наслаждения. „Painkiller“ — отличный кавер, пример преемственности поколений. „Voice of the Soul“ — лучший инструментал метала, когда-либо мною слышанный. Все исполнено настолько тонко и надрывно, что так и до истерики недалеко! Но истерики не будет, ведь эта композиция очищает».

## Список композиций
Вся музыка и слова — Чак Шульдинер;
| №                   | Название                                                                 | Длительность |
| ------------------- | ------------------------------------------------------------------------ | ------------ |
| 1.                  | «Scavenger of Human Sorrow» (рус. Собиратель человеческой печали)        | 6:54         |
| 2.                  | «Bite the Pain» (рус. Укуси боль)                                        | 4:29         |
| 3.                  | «Spirit Crusher» (рус. Крушитель духов)                                  | 6:44         |
| 4.                  | «Story to Tell» (рус. История, которую стоит рассказать)                 | 6:34         |
| 5.                  | «Flesh and the Power It Holds» (рус. Плоть и сила, которой она обладает) | 8:25         |
| 6.                  | «Voice of The Soul» (рус. Голос души)                                    | 3:42         |
| 7.                  | «To Forgive Is To Suffer» (рус. Простить – значит страдать)              | 5:55         |
| 8.                  | «Moment of Clarity» (рус. Момент ясности)                                | 7:22         |
| 9.                  | «Painkiller» (рус. Обезболивающее)                                       | 6:03         |
| Общая длительность: | Общая длительность:                                                      | 56:08        |

«Painkiller» — кавер-версия песни Judas Priest.

## Участники записи
- Чак Шульдинер — вокал, гитара;
- Шэннон Хэмм (Shannon Hamm) — гитара
- Ричард Кристи (Richard Christy) — барабаны;
- Скотт Кленднин (Scott Clendenin) — бас-гитара;